# 1859 na literatura

## Nascimentos
| Data          | Nome               | Profissão                      | Nacionalidade | Observações | Ref   |
| ------------- | ------------------ | ------------------------------ | ------------- | ----------- | ----- |
| 16 de Janeiro | Valentim Magalhães | escritor e jornalista          | Brasil        | m. 1903     |       |
| 30 de Março   | Adelino Fontoura   | poeta, actor                   | Brasil        | m. 1884     |       |
| 22 de Maio    | Arthur Conan Doyle | escritor                       | Inglaterra    | m. 1930     |       |
| 26 de outubro | Eduardo de Noronha | militar, jornalista e escritor | Portugal      | m. 1948     | [ 1 ] |

## Mortes
| Data           | Nome          | Profissão                          | Nacionalidade                  | Observações | Ref   |
| -------------- | ------------- | ---------------------------------- | ------------------------------ | ----------- | ----- |
| 16 de dezembro | Wilhelm Grimm | Autor de literatura infantojuvenil | Sacro Império Romano-Germânico | n. 1786     | [ 2 ] |